# Мостовка (Тавдинський міський округ)
Мосто́вка (рос. Мостовка) — присілок у складі Тавдинського міського округу Свердловської області.
Населення — 190 осіб (2010, 2 у 2002).
Національний склад населення станом на 2002 рік: росіяни — 91 %.